# Wiardus Rengers Hora Siccama
Jhr. Wiardus Rengers Hora Siccama (Hoogezand, 18 november 1835 - Dresden, 11 december 1908) was een Nederlandse burgemeester

## Leven en werk
Rengers Hora Siccama werd in 1835 geboren als lid van de familie Siccama en zoon van de notaris en latere burgemeester van Hoogezand jhr. Johan Rengers Hora Siccama en van Maria Aletta van Angelbeek. In 1876 werd hij in de adel verheven met het predicaat jonkheer. Van 1861 tot 1864 was Rengers Hora Siccama burgemeester van Westerbork. In februari 1864 werd hij benoemd tot burgemeester van Vries. In maart 1869 werd hem, op eigen verzoek, eervol ontslag verleend als burgemeester van Vries. Rengers Hora Siccama liet in 1878 in Eelde de kapitale villa Hoog-Hullen bouwen. Zijn vader was de eigenaar van de nabijgelegen havezate Oosterbroek.
Rengers Hora Siccama trouwde op 30 augustus 1867 te Menaldumadeel met Caroline Françoise Wolfeline baronesse thoe Schwartzenberg en Hohenlansberg (1831-1895). Hun huwelijk werd in 1884 door echtscheiding ontbonden. Hij hertrouwde op 4 december 1884 met Elisabeth Rozina Suzanna de Cocq. Hij overleed in december 1908 op 73-jarige leeftijd in het Duitse Dresden.